# Hans Ulrich Rentsch
Hans Ulrich Rentsch (* 2. Juli 1917 in Langenthal; † 2. Februar 1994 in Winterthur) war ein Schweizer Diplomat und Autor.

## Leben und Wirken
Hans Rentsch wuchs in Laufen BE auf und besuchte dort die Volksschule. 1936 machte er das Abitur am mathematisch-naturwissenschaftlichen Gymnasium Basel. Rentsch studierte 1936 bis 1944 Geschichte, Deutsch, Englisch und Nationalökonomie an den Universitäten Basel, London und Oxford, häufig unterbrochen von Aktivdienst. In seiner Dissertation an der Universität Basel befasste er sich mit Bismarck im Urteil der schweizerischen Presse 1862–1898 (Helbing & Lichtenhahn, Basel 1945). Anschliessend war er kurz Sekretär der Schweizerischen Theatersammlung in Bern.
Über zwei Dekaden war Rentsch im schweizerischen diplomatischen Dienst. Von 1946 bis 1952 war er Pressesekretär beim Eidgenössischen Politischen Departement. 1950 war er deutschsprachiger Sekretär des Bundespräsidenten Max Petitpierre und Sekretär der aussenpolitischen Kommissionen des National- und Ständerates. Es folgten verschiedene Positionen im diplomatischen Dienst: 1952 bis 1954 Wirtschaftsattaché in Neu-Delhi, ab April 1954 Gesandtschaftssekretär in Neu-Delhi, 1954 in der Neutralen Überwachungskommission in Korea, 1955/56 in Paris, Moskau, 1957 in Alexandria, 1957 bis 1963 Presse- und Kulturattaché in West-Berlin. Im August 1961 berichtete er Robert Kohli über die Absperrung zwischen Ost- und Westberlin und die Vorbereitungen zum Bau der Berliner Mauer. 1963 bis 1964 war er Pressechef des Entwicklungsdienstes in Bern.
1965 bis 1968 war Rentsch verantwortlicher Chefredaktor des Neuen Winterthurer Tagblattes und 1968 bis 1982 Winterthurer Redaktor der Neuen Zürcher Zeitung. Ab 1969 war er zusätzlich in Teilzeit bei der Stadtverwaltung Winterthur angestellt und übernahm die Programmierung des Stadttheaters Winterthur. Ab 1971 war er zusätzlich städtischer Informationschef. Ab 1979 war er vollamtlicher Theaterdirektor. 1983 wurde er pensioniert. Er widmete sich weiterhin dem Winterthurer Jahrbuch – seit 1970 war er Präsident der Redaktionskommission – und dem Kellertheater Goldige Schluuch. Er verfasste auch wirtschaftshistorische Werke über die Schweiz. 1990 wurde ihm der Kulturpreis der Stadt Winterthur verliehen.
Rentsch spielte gern Tischtennis und das Kartenspiel Jass.

## Werke (Auswahl)
- Winterthur. Bild einer Stadt. Gemsberg-Verlag, Winterthur 1977.
- Sprachglossen. IFKS, Buch- und Lehrmittelverlag, Bern 1982.
- Sprachglossen. Neue Folge. Hadlaub-Verlag, Winterthur 1989.
- Werner Oswald (1904–1979). Bürge der Treibstoffversorgung der Schweiz im Zweiten Weltkrieg (= Schweizer Pioniere der Wirtschaft und Technik, Band 43). Verein für Wirtschaftshistorische Studien, Zürich 1985, OCLC 611070585.
- Jakob Heusser-Staub (1862–1941). Ein Wirtschaftspionier des Zürcher Oberlandes (= Schweizer Pioniere der Wirtschaft und Technik. Band 51). Verein für wirtschaftshistorische Studien, Meilen 1988, DNB 901454869.
- Vom Teer zur Chemie: SIP – Schweizerische Teerindustrie AG – STIA Pratteln AG – ALPHEN Pratteln AG. Verein für wirtschaftshistorische Studien, Meilen 1992, OCLC 75292453.